# Saint-Martin (Miribel)
Pour les articles homonymes, voir Quartier Saint-Martin et Saint-Martin.
Saint-Martin est un quartier de la ville de Miribel dans l'Ain en France. Le cimetière Saint-Martin et son église se trouvent dans ce quartier.
Situé à une altitude comprise entre 175 et 180 mètres, le quartier s'étend sur environ 580 hectares.

## Activités économiques révolues
Jusqu'au milieu du XXe siècle, le quartier de Saint-Martin possède une importante activité viticole. Est à signaler également une production significative de chanvre également jusqu'au milieu du XXe siècle : le chanvre produit dans les chènevières de Saint-Martin était utilisé localement par des tisserands également installés dans le quartier.

## Époque moderne

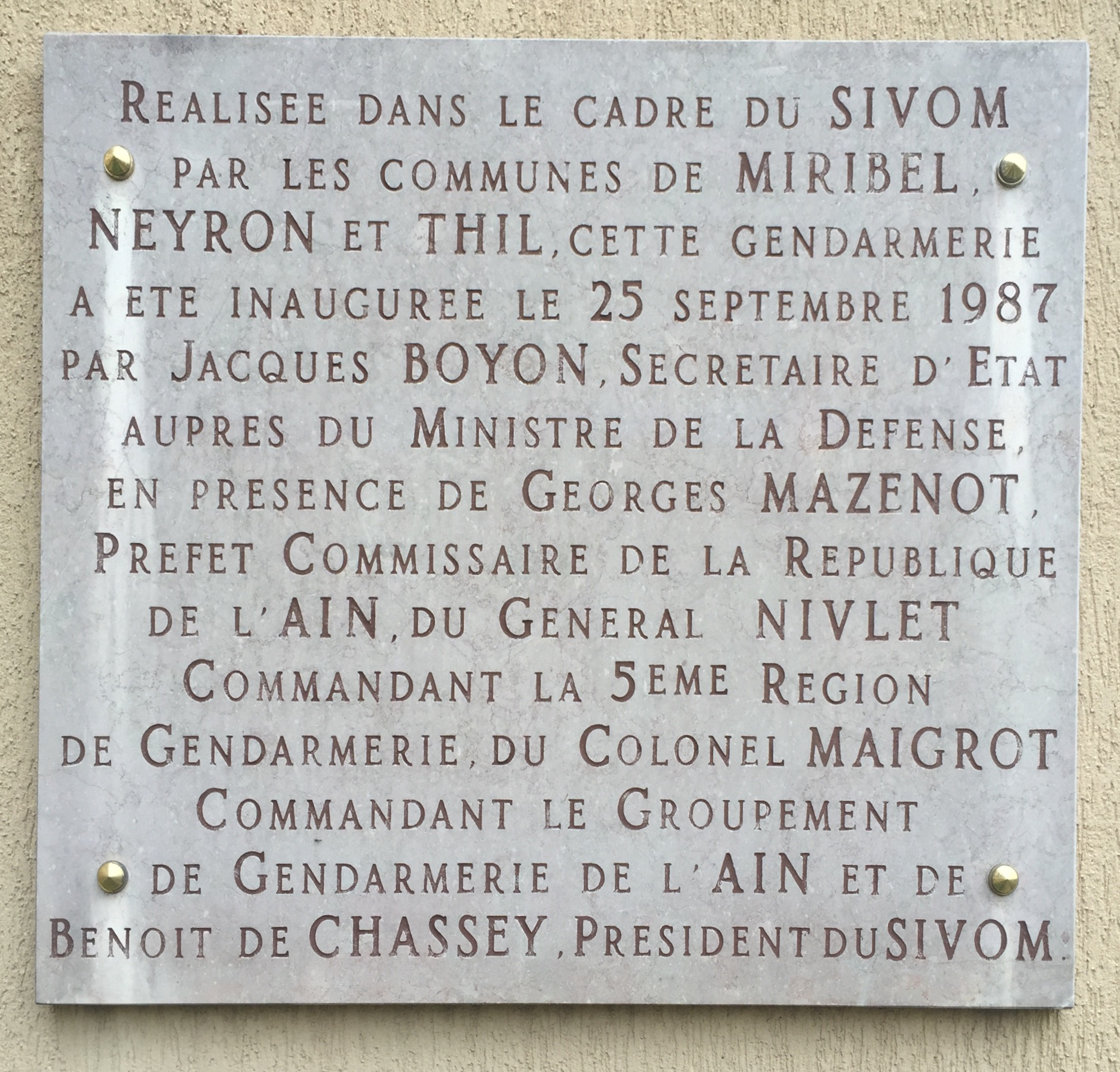
Plaque d'inauguration de la gendarmerie.

Le quartier est relié au réseau électrique à partir de 1897. Concernant le gaz, ce dernier arrive à Saint-Martin en 1920. Le téléphone est disponible dans le quartier à partir de 1930.
Une grande surface s'installe en 1974 sur un terrain de 12 107 m2 : elle aura successivement les enseignes suivantes : comptoirs Badin-Defforey, Stoc, Champion (28 juillet 2000) puis Carrefour Market.
Le 25 septembre 1987, Jacques Boyon inaugure la gendarmerie de Miribel située dans le quartier.. Elle a été depuis transférée vers un autre lieu de la ville. L'ancienne gendarmerie est occupée en 2016 par des bureaux de l'administration fiscale.

## Enseignement
Se trouvent dans le quartier :
- le groupe scolaire Henri-Deschamps comprenant une école primaire (depuis 1963) et une école maternelle (depuis 1974)[7] ;

- le collège Anne-Frank en service depuis 1974[8].

## Patrimoine
Le principal cimetière de la ville se trouve à Saint-Martin (deux autres cimetières sont situés sur le territoire communal : au Mas Rillier et aux Échets). Plusieurs personnalités y sont enterrés : le général Jean-Marie Degoutte, les résistants Lucien Agnel et Henri Deschamps, l'acteur Jacques Dumesnil ou encore l'académicien Jacques Soustelle.
L'église Saint-Martin qui se trouve dans le cimetière fait l’objet d'un classement au titre des monuments historiques depuis le 24 novembre 1928.

## Vie sociale
La fête des voisins est célébrée dans le quartier depuis 1999.